# Podocerus hanapepe
Podocerus hanapepe är en kräftdjursart som beskrevs av J. L. Barnard 1970. Podocerus hanapepe ingår i släktet Podocerus och familjen Podoceridae. Inga underarter finns listade i Catalogue of Life.